# Суды над ведьмами в Росборге
Суды над ведьмами в Росборге проходили в поместье Росборг в Ютландии (Дания) между 1639 и 1642 годами. Это был один из самых знаменитых процессов над ведьмами в Дании и самый крупный со времён Большой датской охоты на ведьм 1619—1632 годов.

## История
Землевладелец и дворянин Нильс Мунк, владелец поместья Росборг, обвинил двенадцать человек из крестьянства в том, что они околдовали его детей, которые страдали от болезней, и причинили им недомогание с помощью колдовства. В марте епископа Ханса Вандала пригласили оценить, были ли дети околдованы, но он дал отрицательную оценку. Суд над ведьмами проводился самим землевладельцем в его поместье, где у него были феодальные права арестовывать, допрашивать и судить людей, и стал примером того, как суд над ведьмами мог проводиться почти полностью одним частным лицом. Суд над ведьмами привёл к судебному преследованию двенадцати человек, самоубийству одного человека во время тюремного заключения и казни трёх человек путём сожжения на костре.